# جسر كلة
جسر كلة (بالفارسية: پل کله) هو جسر تاريخي يعود إلى عصر قبل الدولة الصفوية، ويقع في مقاطعة لنجان.